# 高宮俊介
高宮 俊介（たかみや しゅんすけ、1955年11月8日 - ）は、日本の声優、俳優。東京都出身。プロダクション・エース所属。

## 略歴
1977年、桐朋学園大学短期大学部芸術科演劇専攻に第12期生として入学。
1979年に勝新太郎主宰の勝アカデミーに第1期生として入所し、1980年、同アカデミーを卒業する。
1995年にはペルージャ国人大学に入学し、1996年に同大学イタリア文化学科最終課程卒業。
以前はオフィス薫に所属していた。

## 人物
音域はバリトン。
趣味・特技はサッカー、イタリア語通訳。

## 出演

### テレビアニメ
1983年
- 聖戦士ダンバイン（ダー）

1984年
- 巨神ゴーグ（サム、首脳A）
- 重戦機エルガイム（ハンス・アラハート、バーン・ガニア・キラーズ）
- ふしぎなコアラブリンキー（大使館員、ユーカリ人）

1985年
- うる星やつら
- 機動戦士Ζガンダム（シーサー、カラ、兵士、通信兵、パイロット 他）
- 星銃士ビスマルク
- ダーティペア（男、店長、技術者C、警官、オペレーター、アナウンサー、係員、マスタ―）

1986年
- 機動戦士ガンダムΖΖ（1986年 - 1987年、運転手、シーサー、フリン、管制官、ユラー・ジャミコ、側近 他）
- めぞん一刻

1987年
- 赤い光弾ジリオン（兵D）
- 機甲戦記ドラグナー（船員、班長、副長 他）
- マシンロボ ぶっちぎりバトルハッカーズ（カラテロボ、カリアゲン）

1988年
- 魔神英雄伝ワタル（アナウンサー）

1989年
- 青いブリンク（盗賊A、男B、兵士A、男、看守）
- おそ松くん（第2作）（客A）
- 獣神ライガー（パイロット）
- 新グリム名作劇場（兵隊C）
- まじかるハット

1990年
- からくり剣豪伝ムサシロード（シンゲン、ドンタク、吉岡道場の門弟、武士）
- ふしぎの海のナディア（ネオアトラン兵士、ネオアトラン部下）
- 三つ目がとおる（車）

1991年
- 機甲警察メタルジャック（パウロ）
- 絶対無敵ライジンオー（アナウンサー、ノラネゴン）
- 丸出だめ夫（そば屋、チンピラB）

1992年
- 元気爆発ガンバルガー（副官）
- 伝説の勇者ダ・ガーン（1992年 - 1993年、森山先生、ジェットセイバー、スカイセイバー）

1993年
- しましまとらのしまじろう（ムニュムニュ）

1995年
- 黄金勇者ゴルドラン（工作員）

1998年
- 魔術士オーフェン（猟師）

2004年
- サムライチャンプルー（柿蔵、ヤクザ）

2006年
- NARUTO -ナルト-（クニジロウ）

2007年
- D.Gray-man（パレッティ）

2012年
- カンピオーネ! 〜まつろわぬ神々と神殺しの魔王〜（イタリア漁民A）
- ヨルムンガンド（マフィア）

### 劇場アニメ
- アリオン（1986年）
- ダーティペア（1987年、副所長）
- 機動戦士ガンダム 逆襲のシャア（1988年、警官）
- 愛と剣のキャメロット まんが家マリナ タイムスリップ事件（1990年、郵便屋）
- アルスラーン戦記（1991年、騎士）
- 映画 中二病でも恋がしたい! -Take On Me-（2018年、管理人）

### OVA
- ラブ・ポジション ハレー伝説（1985年、警官）
- 傷追い人（ファミリー2）
- 重戦機エルガイムIII フルメタル ソルジャー（1987年、ドリンク）
- ダーティペア（1987年、帽子屋、調査員）
- New Story of Aura Battler DUNBINE（1988年、パイロット）
- 銀河英雄伝説（1989年、アーベント・フォン・クラインゲルト）
- 暴走戦國史 スペクター誕生（1991年、加賀美慶造）
- 激辛ギャグ劇場 タバスコシャワー（1992年）
- 覇王大系リューナイト アデュー・レジェンド（1994年、側近）

### ゲーム
- サンパギータ（1998年、馬場健一郎）
- ゲートキーパーズ（1999年、師団長）
- Train Simulator+電車でGO! 東京急行編（2003年、駅アナウンス）
- スターリンク バトル・フォー・アトラス（2019年、ジャッジ）
- スーパーロボット大戦30（2021年、バーン・ガニア・キラーズ、ハンス・アラハート）

### ドラマCD
- 仏ゾーン 悠久の章（サカラ）
- 伝説の勇者ダ・ガーン MYSTERIOUS BELL（ジェットセイバー）
- 魔神英雄伝ワタル3 ぼくの虎王 第二章 鳳凰樹の下で（大川先生）

### 吹き替え

#### 映画
- 蒼き獣たち（ミウ〈ミウ・キウワイ〉）
- アクション・ジャクソン/大都会最前線
- 悪魔の受胎（コリン）
- アトランティスのこころ（男1）
- アナと世界の終わり（トニー〈マーク・ベントン〉[6]）
- ア・フュー・グッドメン（ローデン・ダウニー一等兵〈ジェームズ・マーシャル〉）
- アマンダ・バインズ in Sweet Paradise（ベン・テイラー〈フレッド・ウィラード〉）
- アメリカン・ラプソディ（ピーター〈トニー・ゴールドウィン〉）
- アンダー・ファイア
- アンディ・ラウの餓狼烈伝（ファイ〈コー・フェイ〉、ウー）
- アンディ・ラウのセンチュリー・オブ・ザ・ドラゴン（コール警部）
- イーストウィックの魔女たち
- 1%のハンデ（カミンズ先生）
- いつの日かこの愛を（キー）
- インシデント（ブレント〈マイケル・ビーン〉）
- ヴァンパイア黙示録（アレックス〈アルリッチ・トムセン〉）
- 裏切り者（ヘクトル・ガヤルド〈ロベルト・モンタノ〉）
- ウワサの真相/ワグ・ザ・ドッグ（ジョン・レビー報道官〈ジョン・マイケル・ヒギンズ〉）
- エージェント・コーディ ミッション in LONDON（クレセント〈マーク・ウィリアムズ〉）
- 永遠のアフリカ（ダンカン〈ニック・ボレイン〉）
- エイリアン・コップ（ギャング1[7]）※テレビ朝日版
- エクスタミネーター ※テレビ東京版
- X-MEN2（ローリオ〈タイ・オルソン〉）※劇場公開版
- エンド・オブ・オール・ウォーズ（イアン・キャンベル少佐〈ロバート・カーライル〉）
- エンバイロン（ミッキー〈コンラッド・ホイッテカー〉）
- オゾンクライシス（エヴァン・ソーン〈ジョン・コーベット〉）
- 男たちの挽歌4（ウェイ〈ベン・ラム〉）
- 鏡の中の他人（アラン・プレストン〈ロックリン・マンロー〉）
- 金城武 スクール・デイズ（教官）
- 彼女と僕のいた場所（オーティス）
- カフス!（ビル・ドネリー〈ジョシュア・キャドマン〉）
- カラーズ 天使の消えた街（オソ、コック、囚人1、警官5、警官17、クリップ6）
- ガングレイジー（ビル〈ジェレミー・デイビス〉）
- カンニング・モンキー 天中拳（鉄腕呂、リュウ・レンライ）※ブロードウェイ版
- 危険な情事
- 奇人たちの晩餐会 USA（ミューラー〈デヴィッド・ウォリアムス〉）
- 気まぐれな狂気（エディ・グリーロ〈ジョン・C・マッギンリー〉）
- ギャング・オブ・UK（ガフィン）
- 虚栄のかがり火（ゴールドバーグ刑事、ナナリー・ヴォイド）
- キラー・バグズ（カール）
- クラス・オブ・1999（カート）※ソフト版
- クラッシュダウン（デル・ブロンソン）
- クラッシュトレイン（ボリス・オスマン〈ピーター・オブライエン〉）
- グランド・ホテル（クリンゲライン〈ライオネル・バリモア〉）
- クレージーモンキー 笑拳（イェン〈ヤム・サイクン〉、三人目の道場破り）※ブロードウェイ版
- クローサー（ベン〈ベン・ラム〉）※ソフト版
- クロコダイル（ジョン・ダークス船長〈ダンカン・レガー〉）
- クロコダイル・ダンディー2（チャーリー、フジ〈ロナルド・ヤマモト〉）※フジテレビ版
- K-9:はみだしコンビ大復活!（ヴェルナー捜査官〈ケヴィン・デュランド〉、ジャック・フォン・ジャーヴィス）
- 刑事ジョン・ブック 目撃者 ※テレビ朝日版
- 検事Mr.ハー/俺が法律だ（スポーツカーの男〈チュン・ファト〉、殺し屋〈ピーター・カニンガム〉）
- 恋する遺伝子（デビッド〈デビッド・ケナー〉）※ソフト版
- 恋人はゴースト（メートル・D〈ウィリー・ガーソン〉）
- 広州殺人事件（チャン判事〈ウォン・ヤッフェイ〉）
- ゴッドファーザー PART III（アンソニー・コルレオーネ〈フランク・ダンブロシオ〉）※ソフト版
- コン・エアー（フランシスコ・シンディーノ〈ジェシー・ボレゴ〉）※ソフト版
- サイクロンZ（ファーの部下〈フィリップ・コー〉）
- サバイビング・ゲーム（ウォルター・コール〈チャールズ・S・ダットン〉）
- ザ・ライト -エクソシストの真実-（ザビエル神父〈キアラン・ハインズ〉）
- ジェイコブス・ラダー（ロッド）※日本テレビ版
- 地獄のバトルコマンドー
- 史上最大のスーパー・チャンピオン（ナヌー〈ジャン＝マイケル・ヴィンセント〉）
- 七福星（殺し屋〈倉田保昭〉、ハンサム〈チャールス・チン〉、刑事〈パイ・ピャオ〉）
- シティ・スリッカーズ2/黄金伝説を追え（フィル・バークィスト〈ダニエル・スターン〉）
- シャドウ・オブ・ヴァンパイア（ヴォルフガング・ミュラー〈ロナン・ヴィバート〉）
- ジャンパー ※ソフト版
- ジョーズ（トム・キャシディ〈ジョナサン・フィレイ〉）※TBS版
- ショウタイム（レイ〈ネスター・セラーノ〉）※ソフト版
- ショウダウン（ビリー〈ビリー・ブランクス〉）
- シリアスマン（離婚弁護士〈アダム・アーキン〉）
- シンデレラ・ストーリー（アンディ〈ケヴィン・キルナー〉）
- 新ポリス・ストーリー Pom Pom（神様〈チュン・ファト〉）
- スー・チーin ミスター・パーフェクト（リチャード〈デヴィッド・ウー〉）
- スーパーコップ90（パブロ）※テレビ東京版
- スケアクロウ（医師〈チャールズ・ノエル〉）※テレビ東京版
- スターフライト・ワン（ビリー）
- スターリングラード（フェルドマン）
- SPY/スパイ（アルド〈ピーター・セラフィノーウィッチュ〉）
- スペースキャット（ストールウッド〈ロディ・マクドウォール〉）
- スポッツウッド・クラブ（ジェリー・フィン、ケヴィン）
- スリーサム（ラリー〈マーク・アーノルド〉）
- 青春の輝き（ジャック・コナーズ〈コール・ハウザー〉）
- 成龍拳（チャン）※ブロードウェイ版
- 戦場のピアニスト
- センター・オブ・ジ・アース（マックス・アンダーソン〈ジャン・ミシェル・パレ〉）※劇場公開版
- ゾディアック（グレイ）
- ダークエンジェル
- ターミネーター ※DVD・BD版
- ターミネーター3
- ダイ・ハード4.0（ラフリン）
- タイムマシン（ボックス〈オーランド・ジョーンズ〉）※テレビ朝日版
- ダウンタウン（マーカス・ヴァレンタイン〈グレン・プラマー〉）
- 地球が静止する日
- チャイナ・フィナーレ/清朝 最後の宦官（ハンミ〈アンディ・ラウ〉、役人〈アルフレッド・チョン〉）
- 沈黙の戦艦（テイラー少尉〈グレン・モーシャワー〉）※ソフト版
- 追撃者 ※ソフト版
- ツイステッド（レイ・ポーター〈D・W・モフェット〉）
- ツイン・ドラゴン（チャン〈アンソニー・チェン〉）※ソフト版
- 冷たい月を抱く女（マシュー・ロバートソン）※VHS版
- デイ・アフター・トゥモロー ※ソフト版
- ディア・ブラザー（バリー・シェック〈ピーター・ギャラガー〉）
- ディアボリーク 悪魔の刻印（フランク〈クリストフ・ヴァッカーナーゲル〉）
- ディスクロージャー ※テレビ朝日版
- トータル・リコール（アーニー）※ソフト版、（火星の税関）※ソフト版・テレビ朝日版
- ドアーズ（ビル・シドンズ〈ジョシュ・エヴァンス〉）
- 透明人間（クレラン〈スティーヴン・バー〉）※ソフト版
- 年下のひと（ブコワラン）
- ドッグ・ショウ!（セオドア〈ボブ・バラバン〉）
- 特攻サンダーボルト作戦
- トニー・レオンのエンド・オブ・ザ・ロード（ロファイ司令官〈レイ・ロイ〉、通訳官〈リー・クン〉）
- ドミノ（チョコ〈エドガー・ラミレス〉）
- 友は風の彼方に（チャン・ワー〈チョイ・カムコン〉）
- ドラグネット 正義一直線
- 捕らわれた唇（パブロ）
- ドリームスケープ（トミーの父）
- ナイスガイ（ロメオ）※日本テレビ版
- ナショナル・トレジャー リンカーン暗殺者の日記
- 夏物語（ナム・ギュンス〈オ・ダルス〉）
- ニコラスの贈りもの
- 2002 ワンワンカップ（ジェフリー・ポッター〈ダンカン・レガー〉）
- ニュー・ジャック・シティ（パーク〈ラッセル・ウォン〉）※ソフト版
- ネイビー・シールズ（ヘリの副操縦士）※テレビ朝日版
- ネコのミヌース（エレメート）
- バード・オン・ワイヤー ※テレビ朝日版
- ハートブルー ※日本テレビ版
- ハイランダー/最終戦士（メゾス）
- パイレーツ・オブ・カリビアンシリーズ（ラゲッティ〈マッケンジー・クルック〉）
  - パイレーツ・オブ・カリビアン/呪われた海賊たち
  - パイレーツ・オブ・カリビアン/デッドマンズ・チェスト
  - パイレーツ・オブ・カリビアン/ワールド・エンド[8]
- ハウリングII（ディーコン）
- バック・トゥ・ザ・フューチャー PART3（コルト銃のセールスマン〈バートン・ギリアム〉、ジョージ・マクフライ〈ジェフリー・ウェイスマン〉）※テレビ朝日版
- バックドラフト（ティム・クリズミンスキー〈ジェイソン・ゲドリック〉）※ソフト版
- 花の影（イン・ユン〈デヴィッド・ウー〉）
- パニック・イン・ザ・ダーク（マーティ〈ウィリアム・ザブカ〉）
- パパがママでママがパパ!?（オーティス）
- パラダイスの天使たち（クロヴィス・マイナー）
- ヒットマン（デヴィッド）
- ピンク・キャデラック ※ソフト版
- ファイナル・デッドサーキット 3D
- ファイヤーフォックス（クライヴ・メリソン ヴォスコフ中佐）※TBS版
- フォース・エンジェル（ジャック・エルギン〈ジェレミー・アイアンズ〉）※ソフト版
- フォーリング・ダウン（ブライアン刑事）※ソフト版
- ブギーナイツ（モーリス・ロドリゲス〈ルイス・ガスマン〉）
- ブラックバード・ライジング（コラディ中佐）
- フランティック（ガイヤール〈ジェラール・クライン〉）※TBS版
- フリーマネー（ローター）
- ブリジット・ジョーンズの日記 ダメな私の最後のモテ期（ジョージ・ウィルキンス〈パトリック・マラハイド〉）
- プリティ・ウーマン（カルロス）※ソフト版
- ブルースチール（ジェフ・トラヴァース）※VHS版、（ニック・マン〈クランシー・ブラウン〉）※フジテレビ版
- プロジェクト・イーグル（アドルフの部下〈ロー・ワイコン〉）※ソフト版
- プロメテウス ※劇場公開版
- ベスト・キッド ※テレビ朝日版
- ヘル・レイザー（スティーヴ〈ロバート・ハインズ〉）
- ポーリー（研究助手〈ディグ・ウェイン〉）
- 冒険活劇 上海エクスプレス（ロク〈チン・カーロウ〉、盗賊〈ディック・ウェイ〉）
- 暴走特急（ジム）※テレビ朝日版
- ホステージ（ウォルター・スミス〈ケヴィン・ポラック〉）※ソフト版
- ホッファ/JFKが最も恐れた男（ピート・コネリー〈ジョン・C・ライリー〉）
- ボディガード ※ソフト版
- マスク（ボビー、ティルトン市長）※ソフト版
- マネー・トレイン ※フジテレビ版
- ミケランジェロ・プロジェクト（エミール〈アレクサンドル・デスプラ〉）
- ミッシング
- ミッシング ID（ニコラ・コズロウ〈ミカエル・ニクヴィスト〉）
- ミッドナイトクロス（医師〈ラリー・ウッディ〉）※テレビ朝日版
- ミミック2（フィリップ〈ポール・シュルツ〉）
- ミュージック・フロム・アナザー・ルーム（ジーザス〈ヴィンセント・ラレスカ〉）
- ミュータント・ニンジャ・タートルズ2 ※ソフト版
- 未来は今（バーマン〈スティーヴ・ブシェミ〉）※パイオニアLDC版
- みんな私に恋をする（アントニオ〈ウィル・アーネット〉）
- ムッソリーニとお茶を（パオロ〈マッシモ・ギーニ〉）
- 無名家族/復讐の狼たち（チャン〈マックス・モク〉）
- めぐり逢えたら（ロブ）※フジテレビ版
- メタル・ブルー
- U-571（ハーシュ大尉〈ジェイク・ウェバー〉）※ソフト版
- 勇気あるもの
- ユニバーサル・ソルジャー（ヒューイ・テイラー〈ジョセフ・マローン〉）※テレビ朝日版
- ラストサマー2（医師〈マイケル・ブライアン・フレンチ〉）※ソフト版
- ラブ・アゲイン（デイヴィッド・リンハーゲン〈ケヴィン・ベーコン〉）
- ランボー（ウォード〈クリス・マルケイ〉）※TBS版
- ランボー/怒りの脱出（ユーシン軍曹〈ボージョ・ゴーリク〉）※フジテレビ版
- リーサル・ウェポン（麻薬の売人）※TBS版
- リーサル・ウェポン2/炎の約束（エステバン〈ネスター・セラーノ〉）※ソフト版
- リジー・マグワイア・ムービー
- ルーカスの初恋メモリー
- 霊幻道士5 ベビーキョンシー対空飛ぶドラキュラ!（村民〈チン・ユエサン〉）
- レザボア・ドッグス（ミスター・ブラウン〈クエンティン・タランティーノ〉）
- レジョネア 戦場の狼たち（マキシム〈ジョセファ・ラング〉）※ソフト版
- レッズ（ルイ・フライナ〈ポール・ソルヴィノ〉）
- 路上のソリスト（グラハム・グレイドン〈トム・ホランダー〉）
- ロックアップ（ブレイドン〈ウィリアム・アレン・ヤング〉）※ソフト版
- ロンゲスト・ヤード（ターリー〈ダリップ・シン〉）
- ワールド・トレード・センター（ジェリー・ヒメノ〈ブラッド・ウィリアム・ヘンケ〉）
- ワンス・アポン・ア・タイム・イン・アメリカ（ホワイティ〈リチャード・フォロンジー〉）※VHS版

#### ドラマ
- アグリー・ベティ4（ドン）
- アメリカン・クライム・ストーリー/ヴェルサーチ暗殺（ジャンニ・ヴェルサーチ〈エドガー・ラミレス〉）
- ER緊急救命室
  - シーズン4 #2（トルヒホ〈ヴァレンテ・ロドリゲス〉）
  - シーズン8 #5（エミリオ〈エミリオ・リヴェラ〉）、#17（ポール〈ジュード・チコレッラ〉）、#20（ジョージ〈クリス・バーク〉）
  - シーズン9 #22（ジョセフ）
  - シーズン10 #2（アンドレ〈フランク・ブリュンブロック〉）、#16（ヘクター〈ルーベン・マデーラ〉）
  - シーズン11 #18（エミリオ〈イーヴォ・ナンディ〉）
- S.O.F. シーズン2 #12（ジェームズ・リッチマン）、#13（サンチェス）
- F.B.EYE!! 相棒犬リーと女性捜査官スーの感動!事件簿 #9（スコット）
- エリザベス1世 〜愛と陰謀の王宮〜（ジャン・ドゥ・シミエ）
- キングダム・オブ・アーク（ラムセス）
- グッド・ワイフ4
- クリミナル・マインド2 FBI行動分析課（ピーター・チェンバース）
- 刑事ナッシュ・ブリッジス
  - シーズン1 #1（アレックス・ラブ〈アーノルド・ヴォスルー〉）
  - シーズン2 #12（ジャクソン・ムーア）
- 刑事フォイル
- コールドケース（グレッグ・バーンズ〈マイケル・マグレイディ〉）
- 恋するメゾン。〜Rainbow Rose〜（ソヌ・マンシク）
- 西遊記（玄奘三蔵〈エドモンド・リョン〉）
- ザ・コミッシュ（マイケル・ハリス〈タイタス・ウェリヴァー〉）
- ザ・リターン（ポール・コレツキー）
- 三国志演義（張遼、糜芳）※NHK-BS2版
- CSI:2 科学捜査班（ローガンの弁護士〈アル・サピエンツァ〉）
- CSI:マイアミ（クリスチャン・ブルナー刑事）
- CSI:マイアミ5（マイク・ラスター医師〈マット・レツシャー〉）
- シャーロック・ホームズの冒険 ソア橋のなぞ（ジョイス・カミングス弁護士）
- 主任警部モース 消えた装身具（ホテル支配人）
- ジョーイ シーズン2 #7（デイヴ・フォーリー）
- 死霊伝説 セーラムズ・ロット（ジェームズ・コーディ医師）
- 新アウターリミッツ（クレイマー〈デヴィッド・パルフィー〉）
- 新・刑事コロンボシリーズ
  - 汚れた超能力（アルファ、警官）
  - 狂ったシナリオ（ソール刑事）
  - 殺意のキャンパス（モルグの係員）
  - 華麗なる罠（友人、警察官）
  - 殺人講義（アンカーマン）
  - 影なき殺人者（警官）
  - 恋におちたコロンボ（刑事）
- SCORPION/スコーピオン（ジェド・ハウラー、ギャンブラー）
- スターゲイト SG-1（ピート・シャナハン〈デヴィッド・デルイズ〉）
- スリープウォーカー（ベン・コスティガン〈ジェフリー・D・サムズ〉）
- TOUCH/タッチ（ガードマン〈アンソニー・アジジ〉）
- 超音速ヒーロー ザ・フラッシュ ※日本テレビ版
- デスパレートな妻たち2（ロムズロー巡査）
- デスパレートな妻たち4（マクリーン医師）
- 24 -TWENTY FOUR-（マムード・ラシェード・ファヒーン〈アンソニー・アジジ〉）
- ドクタークイン 大西部の女医物語（マーシャル〈パット・スキッパー〉 他）
- ナース・ジャッキー2
- NUMBERS 天才数学者の事件ファイル シーズン3（アーサー・ルイス〈ベニート・マルティネス〉）
- ハイテク武装車バイパー（ボビー〈フランソワ・チャウ〉）
- 美女と野獣（マーク〈ルイス・スミス〉）
- V.I.P.（マイロン・グリーン〈ダニエル・ローバック〉、ロッド・バースタイン〈クリストファー・リード〉）
- ふたりは最高!ダーマ&グレッグ
  - シーズン1 #16（デイヴィス巡査〈エリック・アラン・クレイマー〉）
  - シーズン3 #11（生存者〈ボディ・エルフマン〉）
- ブラザーズ&シスターズ2
- フルハウス（歯科医）
- フレンズ（ガンター〈ジェームズ・マイケル・タイラー〉）
- プロビデンス（アレックス・メンドーサ〈ロバート・チッチニー〉）
- ヘラクレス 選ばれし勇者の伝説（ティレシアス〈キム・コーツ〉）
- 冒険野郎マクガイバー
  - シーズン1 #16（コンスタンチン）、#20（ナサ中尉）
  - シーズン2 #3（カール）、#4（タン）、#14（ミッチ）、#17（アジアバイヤー〈ケイリー＝ヒロユキ・タガワ〉）
- 名探偵ポワロ ポワロのクリスマス（巡査部長）※NHK版
- 名探偵モンク2（デュプラット警部）
- ヤングライダーズ シーズン1 #20（チャーリー・バス）
- UCアンダーカバー 特殊捜査班（コルテス〈スティーヴン・バウアー〉）
- 私はラブ・リーガル5

#### アニメ
- イウォーク物語（ゴルニーシュの部下）
- カーズ（ミハエル・シューマッハ・フェラーリ〈声：ミハエル・シューマッハ〉）
- カーズ2（グイド〈声：グイド・カローニ〉、タブス・ペーサー〈声：ブラッド・ルイス〉）
- カーズ・オン・ザ・ロード（グイド）
- カーズトゥーン ラジエーター・スプリングスの仲間たち（グイド）
- キャッツ・ドント・ダンス
- タイニー・トゥーンズ（ディジー・デビル）
- チップとデールの大作戦（ブッチ、リンゴ） ※新吹き替え版
- ミュータント・タートルズ（1987年東和ビデオ版）（ナポレオン）
  - アイドル忍者タートルズ（ミケランジェロ）
- モンスターズ・インク（フロアマネージャーのジェリー）
- トムとジェリー（バズ）
  - トムとジェリー 火星へ行く
  - トムとジェリー ワイルドスピード
- バットマン

### ナレーション
- 泊まれるレストラン・オーベルジュへの誘い（ナレーション、旅チャンネル）
- 美女と湯けむり（ナレーション、旅チャンネル）
- 鉄道ビデオ 北のSL C62ニセコ号（ナレーター）

### ボイスオーバー
- NHK-BS1 エンジョイライフ
- 知への旅
- ドキュメント地球時間
- 地球ロマン
- BS世界のドキュメンタリー（NHK-BS1）
- BBCセレクション
- フロム・ジ・アース/人類、月に立つ（NHK-BS2） - エド・ギブソンの声

### テレビドラマ
- あいつと俺（1980年 / 東京12チャンネル）

### 舞台
- 子ぞうババールのお話（2005年、横浜市港区北公民館） - 朗読

### CM
- ブレンディ(R) ボトルコーヒー「コココアラ」CM

### その他コンテンツ
- 東京急行電鉄駅アナウンス（田園都市線・目黒線・東急新横浜線・池上線・東急多摩川線）
SUPER BELL''Z 「MOTOR MAN 中華特急みなとみらい」でも高宮の駅アナウンスが使用されている